# Autoestrada A20
Die Autoestrada A20 oder Auto-Estrada CRIP-Circular Regional Interior do Porto ist eine Autobahn in Portugal und Teil der Europastraße 1. Die Autobahn beginnt in Carvalhos und endet in Francos.

## Größere Städte an der Autobahn
- Porto